# Березный, Лев Абрамович
Лев Абрамович Березный (14 [27] мая 1915 — 11 июня 2005 года) — советский историк-востоковед, специалист по новейшей истории Китая, а также американской историографии этого периода.
В 1941 году окончил исторический факультет ЛГУ. В годы Великой Отечественной войны — агитатор на фронте. После демобилизации вернулся в ЛГУ, где защитил кандидатскую диссертацию. Преподаватель восточного факультета ЛГУ с 1949 года. В центре научных интересов Березного на протяжении всей его научной карьеры находились американская интервенция в Китай, а с конца 1960-х гг. — американская историография истории Китая.
Березный на протяжении 20 лет критиковал американскую «буржуазную» историографию, в частности её видного американского синолога Джона Фэрбэнка. Лишь после смерти последнего, которая по времени совпала с распадом Советского Союза, Березный признал, что большая часть его критики носила идеологический, а не научный характер, и заново переоценил вклад бывшего научного оппонента.

## Биография
Лев Абрамович Березный родился в Житомире. После учёбы в школе ФЗУ работал в комсомольских органах Тихорецка и Краснодара (член ВЛКСМ с 1930 г.), затем — станочником на Ленинградском машиностроительном заводе имени Карла Маркса. Позже Березный поступил на рабфак и в 1936 году стал студентом исторического факультета ЛГУ. В 1941 году, сразу же по окончании университета, он добровольцем ушел на фронт, где вступил в компартию и стал служить политагитатором. Был среди защитников Ленинграда, с войсками Второго и Третьего Украинского фронтов участвовал в сражениях Красной Армии за освобождение Украины, Румынии, Венгрии, Австрии, Чехословакии, закончил ратный путь гвардии капитаном, кавалером орденов Красной Звезды, Отечественной войны I степени и других боевых наград.
В наградном документе отмечалось особое мужество, которое проявлял Березный в боевых условиях, его навыки организаторской и агитаторской работы:
В боях по прорыву обороны противника в районе ЗАЮЛЬ-БАРпАЛА и в дальнейшем наступлении с 16 по 23 марта с/г обеспечил непрерывное ведение агитационно-пропагандистской работы. Разъяснял в боевых порядках все боевые задачи, мобилизуя личный состав на выполнение боевого приказа. В бою за опорный пункт противника Мадьяралмаш выехал вместе с дивизионом на открытые позиции и в условиях налета вражеской авиации своим примером воодушевлял личный состав. Неоднократно обеспечивал в условиях бездорожья своевременную доставку на огневые позиции боеприпасов и горючего.

За умелую организацию партийно-политической работы, личное мужество и материально-техническое обеспечение боевых действий, способствовавших успешному выполнению операции.
В 1946 году, после демобилизации, Березный вернулся в Ленинградский университет, учился в аспирантуре при кафедре новой истории Востока исторического факультета, а в 1949 году стал ассистентом. После защиты кандидатской диссертации по теме «Интервенция американского империализма в Китае в период революции 1925—1927 гг.» (1951) стал доцентом, а с 1969 года — профессором кафедры истории стран Дальнего Востока восточного факультета ЛГУ.
В 1951 году Л. А. Березный, которому на тот момент исполнилось 36 лет, закончил свое первое значительное исследование по истории Китая — монографию, посвященную внешнеполитическим аспектам истории Китая в период 1925—1927 гг., которая была представлена им на соискание ученой степени кандидата исторических наук. Тогда же Березный становится доцентом кафедры истории стран Дальнего Востока, где в 1971 году защитил докторскую диссертацию и стал в 1971 году профессором. Березный проработал в Ленинградском государственном университете вплоть до выхода на пенсию: сначала в качестве ассистента, потом доцента, а с 1971 года — профессора восточного факультета ЛГУ. После выхода на пенсию продолжаю публиковать статьи.
Умер 11 июня 2005 года.

## Научный вклад

### Американская историография новейшей истории Китая
В 1968 году советский историк Берёзный выпустил монографию «Критика методологии американской буржуазной историографии Китая (проблемы общественного развития в XIX — первой половине XX вв.)». Работа не осталась незамеченной западными коллегами, которые восприняли её как «вульгарно-упрощённую», нацеленную «исключительно на решение далёких от исторической науки, конкретных сиюминутных политических задач». В своём исследовании советский китаевед обратил внимание на увлечённость Фэрбэнка концепцией модернизации, которая в 1960-е годы понималась как однонаправленный процесс, долженствующий привести весь мир к созданию «современного общества» западного типа, то есть капиталистического, соответственно, и общественное развитие Китая после 1840-х годов рассматривалось как процесс модернизации. Сам Фэрбэнк подчёркивал, что ни в коем случае нельзя ставить знак равенства между процессами вестернизации и модернизации, в чём его нередко упрекали. Основная тенденция общественного развития, как это описывал и Берёзный, заключалась в «разрыве» с прошлым, в переходе от «традиционного общества» к «современному обществу». Л. Берёзный подчёркивал, что Фэрбэнк совершает ошибку, пытаясь совместить представления об особой восточноазиатской цивилизации (объединяющей традиционные Китай и Японию) с теорией единого модернизационного процесса, в русле которого происходит трансформация совершенно разных обществ — феодального японского и аграрно-бюрократического китайского. Концепциям Фэрбэнка было уделено много места в заключительной главе монографии Берёзного «Схема общественного развития». Книга привлекла внимание американских исследователей, и в 1969 году был подготовлен её 35-страничный дайджест, для которого Фэрбэнк написал предисловие. Далее возникла уникальная для советской историографии ситуация, когда редакция журнала «Народы Азии и Африки» в 1971 году опубликовала предисловие в русском переводе, сопроводив его ответной статьёй Л. А. Берёзного.
Л. А. Березный — пропагандист и агитатор по призванию. Так он проявил себя еще в довоенные годы и в грозную пору Великой Отечественной войны. Его страстное слово публициста многократно звучало со страниц партийных периодических изданий, газет «Известия» и «Ленинградская правда». И поныне каждое выступление Л. А. Березного с лекцией, докладом, политинформацией отличается глубиной анализа, подлинной партийностью, непримиримостью ко всяким проявлениям буржуазной и ревизионистской идеологии, ко всякому отступлению от принципов и норм коммунистической морали, советского образа жизни.
Фэрбэнк характеризовал монографию Берёзного как «подробную и систематическую критику в советском духе», особо отметив число ссылок на американскую научную продукцию — 1008, причём примерно треть из них приходилась на труды самого Фэрбэнка. Главной претензией американского учёного к советскому является идеологическая ангажированность, поскольку, критикуя «буржуазных» авторов, Л. Берёзный «не выдвигает никаких последовательных аргументов в поддержку советского взгляда на историю Китая», то есть «перед нами политический трактат, а не труд историка». Не удержался Фэрбэнк и от сожаления, что «Советы не способны понять, как живут и изучают историю в США», поэтому «всякое обсуждение этого вопроса представляется бесполезным». Важнейшим достоинством работы Берёзного в этом контексте называется «откровенное и умеренное изложение материала, без ругани», когда автор стремится объяснить, в чём именно не правы его оппоненты. Завершалось предисловие следующей сентенцией:

…Всякая идея появляется в данный момент только в уме одного индивида, …науку продвигают вперёд отдельные мыслящие индивиды, а не группы, направления или партии. Неужели можно утверждать, что те отдельные американские историки Китая, исходящие из принципа, как это представляется, либеральной свободы мысли, на самом деле мыслят стадно и являются простофилями, одураченными окружающими их условиями действительности? По-моему, последнее весьма спорно, и речь здесь может идти только о степени влияния. Всегда можно добиться большего приближения к исторической объективности. Эта возможность у нас ещё впереди.
В свое время автор данных заметок также критиковал Фэрбенка и нередко, как теперь очевидно, без достаточных оснований.
В своём ответе Л. А. Берёзный также обвинил своего американского коллегу в идеологической ангажированности и сообщил, что советские учёные полемизируют с «буржуазными» не из-за неприятия марксистских взглядов, а лишь «в той мере, в какой выводы не соответствуют фактам истории». Более того, советские китаеведы сосредоточены на тех «позитивных тенденциях, которые можно обнаружить в американском китаеведении». Фэрбэнк также обвинялся в том, что не понял характера работы, поскольку в его переводе из названия выпало слово «методология», анализу которой была посвящена монография. Анализ методологии требовал применения дедуктивного метода, применение которого позитивист Фэрбэнк принципиально отвергал. Далее Л. А. Берёзный повторил советские идеологемы об отсутствии «надклассовой исторической науки» и достоинствах марксистско-ленинской методологии исследования. Ленинградский синолог отметил, что Фэрбэнк проигнорировал страницы его труда, посвящённые социальному заказу, в условиях которого «фонды Форда, Рокфеллера и др. … определяют политическую и идейную направленность исследований». Его сильное раздражение вызвало также применение Фэрбэнком двойных стандартов: 

Когда в советской литературе утверждается марксистско-ленинское понимание истории, это, по Д. Фэйрбэнку, не наука, а «политический трактат». Когда же Д. Фэйрбэнк проповедует «некоммунистическое объяснение социального процесса», это будто бы никакого отношения к политике не имеет, а отражает стремление учёного к «исторической объективности».
Личная встреча учёных произошла в 1972 году; Фэрбэнк назвал Берёзного «безобидным в личном плане философом», хотя «практики из московского Института Дальнего Востока смеялись над его чрезмерной теоретизированностью». Фэрбэнк коснулся полемики с Л. А. Берёзным в своих мемуарах, опубликованных в 1982 году. Согласно его мнению, главный пафос советского оппонента сводился к тому, что все американские историки являются «апологетами капиталистического империализма» и не замечают националистического подтекста деятельности Мао. «Некоторые критические соображения Берёзного заслуживают размышления. Во всяком случае, он отдаёт нам дань уважения тем, что рассматривает наши заблуждения как следствие ошибочных идей, а не низкого заговора». После смерти Фэрбэнка Берёзный несколько раз возвращался к оценкам его наследия и рецензировал переиздания его трудов. В 2001 году он признал, что «довольно много писал (к сожалению, с изрядной долей идеологических штампов, присущих советской историографии) о научном творчестве американского учёного, о позитивном значении ряда его концептуальных выводов, его стремлении глубже проникнуть в суть исторического процесса».

## Список работ
Список работ приводится по изданиям:
- Список основных печатных работ докт. ист. наук, профессора Льва Абрамовича Березного (к 70-летию со дня рождения) // Историография и источниковедение истории стран Азии и Африки. — 1985. — Вып. VIII. — С. 6—12.

Диссертация
- Березный Л. А. Интервенция американского империализма в Китае в период революции 1925—1927 гг. : [дис. … кандидата исторических наук] / Л. А. Березный. — Л., 1951.
- Березный Л. А. Критика методологии современной американской буржуазной историографии Китая : Проблемы общественного развития в XIX — первой половине XX в. : [дис. … доктора исторических наук] / Л. А. Березный. — Л., 1968.

Книги
- Березный Л. А. Политика США в Китае в период революции 1924—1927 гг.. — Л. : Изд-во Ленингр. ун-та, 1956. — 144 с.
- Березный Л. А. Критика методологии современной американской буржуазной историографии Китая : Проблемы общественного развития в XIX — первой половине XX в.. — Л. : Изд-во Ленингр. ун-та, 1969. — 262 с.
- Березный Л. А. Начало колониальной экспансии в Китае и современная американская историография. — М. : Наука, 1972. — 222 с.

Статьи в журналах и сборниках
- Березный Л. А. Японо-американские отношения 1931—1941 гг. в документах государственного департамента США // Вопросы истории. — 1948. — № 10. — С. 136—142.
- Березный Л. А. Американские фальсификаторы о политике США в отношении китайской революции 1925—1927 гг. // Вопросы истории. — 1949. — № 4. — С. 83—99.

-  (кит.) [То же] // Сборник статей по истории первой гражданской революционной войны. — Ухань, 1957.

- Березный Л. А. К вопросу о роли революционной армии в китайской революции // Вестник Ленинградского университета. — 1951. — № 8. — С. 23—41.
- Березный Л. А. Китайская Народная Республика в борьбе за мир // Вестник Ленинградского университета. — 1951. — № 12. — С. 86—98.
- Березный Л. А. Начало китайской революции 1925—1927 гг. и интервенция США // Учёные записки Ленинградского университета. — 1952. — № 128. — С. 3—33.
- Березный Л. А. Некоторые вопросы изучения истории стран Востока // Вестник Ленинградского университета. — 1953. — № 9. — С. 93—103.
- Березный Л. А. Против американских фальсификаторов истории // Учёные записки Ленингр. ун-та : Некоторые вопросы историографии китайской революции 1925—1927 гг.. — 1954. — № 179. — С. 3—27.
- Березный Л. А. Интервенция США в Китае в период революции 1924—1927 гг. // Советское востоковедение. — 1955. — № 2. — С. 82—95.
- Березный Л. А., Болдырев, А. Н. Научная деятельность восточного факультета ЛГУ в 1954 г. // Советское востоковедение. — 1955. — № 1. — С. 143—146.
- Березный Л. А., Болдырев, А. Н. Научная деятельность восточного факультета а ЛГУ в 1955 г. // Советское востоковедение. — 1956. — № 4. — С. 152—157.
- Березный Л. А. Документы по истории рабочего движения в Китае (1924—1927 гг.) // Вестник Ленинградского университета. — 1957. — № 8. — С. 164—178.
- Березный Л. А. Рабочее движение в Китае в первом десятилетии после Октября // Вестник Ленинградского университета. — 1957. — № 20. — С. 51—65.
- Березный Л. А. Героическое восстание шанхайского пролетариата в марте 1927 г. // Советское китаеведение. — 1958. — № 3. — С. 97—107.
- Березный Л. А. О главных этапах формирования и развития государства демократической диктатуры в Китае : К 10-летию Китайской Народной Республики // Учёные записки Ленинградского университета. — 1959. — № 281. — С. 19—34.
- Березный Л. А. Подъём забастовочного движения в Шанхае летом 1926 г. // Учёные записки Ленинградского университета. — 1959. — № 282. — С. 66—79.
- Березный Л. А. Ленинизм и китайская революция // Современный Восток. — 1960. — № 4. — С. 20—22.
- Березный Л. А. Научно-исследовательская работа на восточном факультете ЛГУ в 1959 и на чале 1960 г. // Проблемы востоковедения. — 1960. — № 4. — С. 246—249.
- Березный Л. А. Недостоверные «источники» : По поводу одной публикации // Проблемы истории национально-освободительного движения в странах Азии. — Л., 1963. — С. 93—104.
- Березный Л. А. Против буржуазных концепций начального этапа новейшей истории Китая (1917—1927) // [Там же]. — С. 36—65.
- Березный Л. А. Проблема развития средневекового китайского общества в современной американской буржуазной историографии // Вестник Ленинградского университета. — 1963. — № 20. — С. 28—38.
- Березный Л. А. Американская буржуазная историография о характере китайского средневекового общества // Исследования по истории стран Востока. — Л., 1964. — С. 70—92.
- Березный Л. А. Апология колониализма : Экспансия капиталистических держав в Китае в интерпретации буржуазных историков // Историография и источниковедение истории стран Азии. — Л., 1965. — Вып. 1. — С. 81—97.
- Березный Л. А. Буржуазные историки о различиях в общественном развитии Японии и Китая в XIX веке // Вопросы истории стран Азии. — Л., 1965. — С. 53—77.
- Березный Л. А. Геронтий Валентинович Ефимов : К 60-летию со дня рождения // [Там же]. — С. 5—8.
- Березный Л. А. Действительно ли совершено открытие? : О «новом взгляде на современную историю» Э. Рейшауэра // Вопросы истории. — 1967. — № 5. — С. 70—81.
- Березный Л. А. Несостоятельная концепция общественного развития стран Азии в XIX—XX вв. : О взглядах Э. О. Рейшауэра // Историография и источниковедение истории стран Азии и Африки. — Л., 1968. — Вып. 2. — С. 3—37.
- Березный Л. А., Ефимов Г. В. Некоторые вопросы периодизации новейшей истории Китая // Вестник Ленинградского университета. — 1968. — № 20. — С. 62—73.
- Березный Л. А. Исторический опыт китайской революции и буржуазные критики ленинизма // Ленин и Китай. Материалы Всесоюзной науч, конф., посвящённой 100-летию со дня рождения В. И. Ленина. — М., 1970. — С. 47—53.
- Березный Л. А. Американо-китайский договор 1844 г. в освещении американских историков // Новая и новейшая история. — 1971. — № 2. — С. 184—193.
- Березный Л. А. К вопросу о характере Синьхайской революции // Научная конференция «Общество и государство в Китае». — М., 1971. — Ч. 2. — С. 236—245.
- Березный Л. А. По поводу «Предисловия» Д. Фэйрбенка // Народы Азии и Африки. — 1971. — № 5. — С. 249—254.
- Березный Л. А. О некоторых проблемах истории Синьхайской революции // Народы Азии и Африки. — 1971. — № 5. — С. 56—62.
- Березный Л. А. К вопросу о характере революции 1925—1927 гг. // 4-я науч, конф. «Общество и государство в Китае». Часть 2. — М., 1972. — С. 225—234.
- Березный Л. А. К спорам о хронологическом рубеже между средневековьем и новым временем на Востоке // Народы Азии и Африки. — 1973. — № 4. — С. 149—152.
- Березный Л. А. Ленинская идея единого национального фронта и буржуазное китаеведение // Вестник Ленинградского университета. — 1973. — № 2. — С. 21—28.

Статьи в словарях, справочниках, хрестоматиях
- Березный Л. А. Англо-иранское соглашение 1933 // А — К. — М. : Государственное издательство политической литературы, 1948. — Стб. 105—107. — (Дипломатический словарь : в 2 т. / гл. ред. А. Я. Вышинский, С. А. Лозовский ; 1948—1950, т. 1).
- Березный Л. А. Лобанова — Ямагата протокол 1896 // Л — Я. — М. : Государственное издательство политической литературы, 1950. — Стб. 49—50. — (Дипломатический словарь : в 2 т. / гл. ред. А. Я. Вышинский, С. А. Лозовский ; 1948—1950, т. 2).
- Березный Л. А. Китайско-японское соглашение 1918 // [Там же]. — Стб. 70—71.
- Березный Л. А. Мацуока Иосуке // [Там же]. — Стб. 115—118.
- Березный Л. А. Окума Сигенобу // [Там же]. — Стб. 260.
- Березный Л. А. Политика «открытых дверей» в Китае // [Там же]. — Стб. 422—426.
- Березный Л. А. Потсдамская декларация 1945 // [Там же]. — Стб. 444—449.
- Березный Л. А. Реза-шах Пехлеви // [Там же]. — Стб. 491—492.
- Березный Л. А. Сайондзи Киммочи // [Там же]. — Стб. 578.
- Березный Л. А. Сато Настаке // [Там же]. — Стб. 592—593.
- Березный Л. А. Сигемицу Мамору // [Там же]. — Стб. 613.
- Березный Л. А. Сидехара Кидзуро // [Там же]. — Стб. 614.
- Березный Л. А. Того Сигенори // [Там же]. — Стб. 813—814.
- Березный Л. А. Угаки Кацушигэ // [Там же]. — Стб. 842—843.
- Березный Л. А. Хиранума Киичиро // [Там же]. — Стб. 890—891.
- Березный Л. А. Хирота Коки // [Там же]. — Стб. 891—892.
- Березный Л. А. Чан Кай-ши // [Там же]. — Стб. 916—919.
- Березный Л. А. Ши Альфред // [Там же]. — Стб. 952.
- Березный Л. А. Эрзерумский договор 1847 о разграничении между Турцией и Ираном // [Там же]. — Стб. 969—970.
- Березный Л. А. Юань Ши-кай // [Там же]. — Стб. 973—974.
- Березный Л. А. Лобанова — Ямагата протокол 1896 // Л — Я. — М. : Государственное издательство политической литературы, 1950. — Стб. 49—50. — (Дипломатический словарь : в 2 т. / гл. ред. А. Я. Вышинский, С. А. Лозовский ; 1948—1950, т. 2).
- Березный Л. А. Американо-китайские договоры 1943—1947 // Акты — Ариетта. — М. : Советская энциклопедия, 1950. — С. 269—270. — (Большая советская энциклопедия : [в 51 т.] / гл. ред. С. И. Вавилов ; 1949—1958, т. 2).
- Березный Л. А. Китай в 1894—1914 гг. // Хрестоматия по новой истории. — М., 1953. — Ч. 2. — С. 406—420.
- Березный Л. А. Китай в конце XIX — начале XX в. // Хрестоматия по новой истории. — 2-е. — М., 1959. — Ч. 2. — С. 219—236.
- Березный Л. А. Китай в 1917—1927 гг. // Новейшая история стран зарубежной Азии и Африки. — Л., 1963. — С. 28—61.
- Березный Л. А. Китайская Народная Республика (1949—1960 гг.) // [Там же]. — С. 354—381.
- Березный Л. А. Историография // [Там же]. — С. 387—391.
- Березный Л. А. Китай в XVIII в. // Новая история стран зарубежной Азии и Африки. — Л., 1971. — С. 13—57.
- Березный Л. А. Китай в 1901—1917 гг. // [Там же]. — С. 262—327.
- Березный Л. А. Китай до конца XVIII в. // Новая история стран зарубежной Азии и Африки. — 2-е. — Л., 1971. — С. 15—18.
- Березный Л. А. Китай XX в. // [Там же]. — С. 229—254.

Рецензии
- Березный Л. А. [Рец. на кн.: Bisson Т. А.[англ.] America’s Far Eastern Policy. 1945] // Вопросы истории. — 1948. — № 7. — С. 132—135.
- Березный Л. А. Книга, разоблачающая американскую агрессию в Китае // Вопросы истории. — 1951. — № 11. — С. 127—136. — Рец. на кн.: Лю Да-нянь[кит.]. История американской агрессии в Китае.
- Березный Л. А. [Рец. на кн.: Романов Б. А. Очерки дипломатической истории русско-японской войны. М., 1955] // Вопросы истории. — 1957. — № 12. — С. 188—193.
- Березный Л. А. [Рец. на кн.: Сборник документов Народно-политического совета Пограничного района Шэньси — Ганьсу — Нинся] // Проблемы востоковедения. — 1959. — № 4. — С. 170—173.
- Березный Л. А. [Рец. на кн.: Crook I., Crook D.[англ.] Revolution in a Chinese Village, Ten Mile Inn.] // Проблемы востоковедения. — 1961. — № 1. — С. 195—196.
- Березный Л. А., Степанов 3. В., Стецкевич С. М., Петрушевский И. П. [Рец. на кн.: Всемирная история. Т. 8.] // Вопросы истории. — 1962. — № 2. — С. 129—138.
- Березный Л. А. [Рец. на кн.: Персиц М. А. Дальневосточная республика и Китай] // Вопросы истории. — 1963. — № 4. — С. 111—113.
- Березный Л. А., Могилевский С. А., Фураев В. К. [Рец. на кн.: История международного рабочего и национально-освободительного движения. Ч. 1] // Вопросы истории. — 1963. — № 4. — С. 132—136.
- Березный Л. А., Фураев В. К. Значительный вклад в изучение истории второй мировой войны // Вестник Ленинградского университета. — 1966. — № 14. — С. 153—155. — Рец. на кн.: А. М. Дубинский. Освободительная миссия Советского Союза на Дальнем Востоке.
- Березный Л. А., Голдобин А. М., Маретин Ю. В. [Рец. на кн.: Пробуждение угнетённых. М., 1968] // Народы Азии и Африки. — 1969. — № 9. — С. 165—172.
- Березный Л. А. [Рец. на кн.: Бурдуков А. В. В старой и новой Монголии. Воспоминания. Письма] // Вопросы истории. — 1970. — № 8. — С. 155—158.
- Березный Л. А., Ефимов Г. В. Книга о важном периоде в истории Китая // Вопросы истории. — 1973. — № 10. — С. 144—150. — Рец. на кн.: Новая история Китая.